# Falcon Heights
Falcon Heights – jednostka osadnicza w Stanach Zjednoczonych, w stanie Teksas, w hrabstwie Starr.